# Sillus lunula
Sillus lunula là một loài nhện trong họ Anyphaenidae.
Loài này thuộc chi Sillus. Sillus lunula được Frederick Octavius Pickard-Cambridge miêu tả năm 1900.